# İğdeli, Sarıoğlan
İğdeli là một xã thuộc huyện Sarıoğlan, tỉnh Kayseri, Thổ Nhĩ Kỳ. Dân số thời điểm năm 2008 là 250 người.